# Джеймс Бейкер
Джеймс Аддісон Бе́йкер III (англ. James Addison Baker III; нар. 28 квітня 1930, Х'юстон, США) — американський державний діяч та дипломат.

## Життєпис
Народився 28 квітня 1930 року в місті Х'юстон. У 1952 закінчив Принстонський університет, бакалавр. У 1957 закінчив Техаський університет, юридичний факультет.
З 1952 до 1954 — служив лейтенантом в Корпусі морської піхоти США.
З 1957 до 1975 — працював в юридичній фірмі Andrews & Kurth, L.L.P.
У 1970 — очолив виборчу компанію по обранню в Сенат Джорджа Буша.
З 1975 до 1976 — працював заступником міністра торгівлі США в адміністрації президента Джеральда Форда.
З 1981 до 1985 — глава адміністрації Президента США Рональда Рейгана.
З 1985 до 1989 — Міністр торгівлі США.
З 1989 до 1993 — Державний секретар США.
18 жовтня 1991 відвідав Київ у справі підготовки до визнання де-юре США України.
З 1993 до 2005 — радник компанії Carlyle Group.
Автор: The Politics of Diplomacy: Revolution, War and Peace, 1989—1992 (ISBN 0-399-14087-5).